# 阴间滤镜
阴间滤镜（英語：Underworld Filter, ），中国大陆网络流行词，自2021年初起被用以指控影像或图像的色调。中国大陆自媒体和官方媒体指控英国广播公司（BBC）、美国有线电视新闻网（CNN）、《纽约时报》等西方媒体在後期製作中将涉及中国大陆的视频与照片色彩调暗、混浊化，突出强调站岗的警察、雾霾天空等元素，以渲染压抑感和恐怖气氛，并用此词加以嘲讽。其中BBC一位當事製片人表示，成片已相比原素材调高亮度。
“阴间滤镜”为合成词。作为中国大陆互联网流行语，“滤镜”起势于2010年代，“阴间”起势于2020年代。

## 背景
1978年，中美邦交正常化后，国外主流媒体纷纷入驻中国。2004年下半年起，外国媒体对中国的报道“渐入高潮”。北京清华大学研究员周庆安指，纯粹的政治报道比重下降，经济话题大幅增加，社会、文化领域报道增多。

## 指控与回应

### 纽约时报
2019年12月，《纽约时报》发布一则名为《中国维吾尔族劳工计划的秘密内幕》(A Secret Look Inside a Chinese Labor Program for Uighurs)的视频报道。2021年1月，中共中央宣传部主办的《中国日报》称，该视频在后期使用了“阴间滤镜”。

### 英国广播公司
2020年12月，BBC中文网发布了一部纪录片《新冠疫情如何改变了武汉》(How everyday life has changed in Wuhan) ，有中英文两版。多家中国大陆媒体认为，虽然两版视频的内容和监制、摄影、剪辑人员一样，但该片中文版色彩明亮，而英文版看上去色调显得灰暗、夜景泛黄。
2021年2月，参与《新冠疫情如何改变了武汉》中文版制作的BBC制片人汪宜青表示，该纪录片采用C-Log模式拍摄，需要后期调色，而由於中文版和英文版屬於兩個團隊分開製作，出現色差，但無論是中文版還是英文版都已相比原素材调高亮度。
2021年1月下旬，BBC发布的纪录短片《重返湖北》中，武汉郊区天空呈现一种混浊的泛黄色彩，被中国网民指责使用了“阴间滤镜”、与实地环境“明显”不符。
主持该片的BBC驻北京记者麦笛文（Stephen McDonell）在推特發文表示，“阴间滤镜”的指控显示中國共產黨对BBC的攻击“已经变得多么愚蠢”。他曾解释短片《重返湖北》片頭幾秒鐘的褐色畫面是一種「回憶」呈現方式，用於使用去年的畫面與現在的湖北進行對比，僅僅幾秒後就恢復了正常。

### 美国有线电视新闻网
时任中国驻美大使崔天凯指控CNN使用“阴间滤镜”制作一部新疆实地调查视频。

## 后续

### 可能相關的反制
2021年2月4日，中共中央宣传部领导的国有媒体CGTN因其在英国的广播执照持有者不负有编辑责任，违反广播法，被英国通信管理局吊销执照。一周後的同月12日，中国大陸国家广播电视总局以BBC世界新聞頻道“违反新闻应当真实、公正的要求”爲由，不允许其继续在境内落地，被視爲對CGTN英國執照被吊銷的報復。

### 模仿
一些中外视频博主仿照所指控的风格拍摄讽刺视频。

### 淡化
2021年4月9日，新华社主办的《参考消息》报道BBC播出武汉解封一周年节目，指有评论称“这次没有黄色滤镜了吗”。6月9日，《参考消息》又称，BBC对云南大象迁徙的报道“所配图片和视频的色调都很正常”，“‘阴间滤镜’不见了”。

## 评论

### 支持指控方
2021年2月，中共中央下属人民日报社的英文《环球时报》报道，复旦大学教授沈逸认为“阴间滤镜”是一种“意识形态操控”，试图将中国描绘为一个“警察国家”。
2021年3月，中国大陆媒体将原BBC驻北京记者沙磊（John Sudworth）称为“阴间滤镜记者”。2020年8月他曾因披露新疆拘留所影像，而遭中华人民共和国外交部发言人华春莹抗议。
2021年3月，《参考消息》的一篇报道将BBC称为“阴间滤镜爱好者”，称其“背后有西方中心主义者的优越感和傲慢”。
复旦大学中国研究院院长、曾为中共中央政治局授课的张维为称，“‘阴间滤镜’拍中国只是常规手段，BBC还自导自演过化学武器袭击”。
2021年7月11日，BBC发布报道，指控中國大陸的英国侨民巴雷特父子、杰森·莱特福特（Jason Lightfoot）等视频博主拍摄视频和接受CGTN采访“传播中共的虚假信息”，二人都被CGTN网站列为“全球特约撰稿人”，莱特福特在CGTN一段视频中表示“感谢CGTN给了他探索海南的经验”；李·巴雷特在其视频中称，中国国际广播电台等机构将“支付交通、机票和住宿等费用”，以换取他和他的儿子在官方媒体上对他们的旅行发表评论。
中共北京市委机关报《北京日報》称，住在贵州兴义的莱特福特指控BBC此文盗用了他在中國大陸拍摄的视频截图，“二次加工”配上了“阴间滤镜”，在直播中给出他所称的原视频画面和BBC画面的对比图，并表示“向全世界展示一下BBC制造的谎言吧！连一个小小的配图都要修，更别提胡乱剪辑的视频了”、“BBC宣传虚假信息，却反过来污蔑我们”。莱特福特說，BBC此文的两个记者“还悄悄地向视频平台举报了我们”；BBC此文引用“澳大利亚网络安全研究员”罗伯特·波特（Robert Potter）的评论，称波特名下公司由美国国务院和美国国防部资助，“BBC引用这种人的话，你敢相信吗？”。文章还称，加拿大视频博主丹尼尔·邓布尔（Daniel Dumbrill）认为，莱特福特因“经常批评BBC使用‘阴间滤镜’”而被找茬，“BBC显然心里有鬼：他们在被杰森发现后的三个小时内，就将篡改过的照片改回了原样”。美国之音指邓布尔侨居中国，受邀参加CGTN节目，受其力捧。7月20日，中华人民共和国外交部发言人赵立坚截屏转发一个推特用户对莱特福特的控诉的概述。

### 反对指控方
北京独立媒体人高瑜向自由亞洲電台表示，制片人有权自行决定色调的选择，外界无权干涉，“你没有权力要求全世界的专业新闻工作者都按照你‘党媒姓党，请您检阅’的条条框框来报道中国”。高瑜認為，英国通讯管理局吊销中国环球电视网 (频道)执照后，“阴间滤镜”的指控显然是中方政治报复行为的一部分，“当局要借着这个片子在中国掀起一股声讨BBC的声浪，显示道理好像在中国这一边、他们禁的有理”。